# Fier
Fier (albánsky: Fier nebo Fieri) je město v jihozápadní Albánii. Je hlavním městem stejnojmenného okresu i kraje. V roce 2004 mělo 55 000 obyvatel. Dvanáct kilometrů od města leží zbytky korintského starověkého města Apollonia. Nachází se na řece Gjanica. Okolo města se rozkládá řada močálů. Město je situováno v blízkosti podhůří nízkých kopců, které přecházejí do úrodné pobřežní roviny.

## Poloha
Fier se nachází asi 115 km jižně od Tirany, hlavního města Albánie, 40 km severně od Vlory a asi 40 km od Beratu. Z hlediska dopravy je to jeden z hlavních uzlů jižní části země. Pobřeží Jaderského moře se nachází pouhých 15 km od Fieru.

## Název
Název pochází pravděpodobně z albánského slova, označujícího kapradí. Jiná teorie uvádí, že název města pravděpodobně pochází z italského slova fiera, což znamená trh.

## Historie
Město Fier založila rodina Vrioniů v 18. století na místě, kde se často setkávali obchodníci. V roce 1769 se zde nacházelo 24 domů, vybudovaných z nepálených cihel. V jeho blízkosti se nacházejí ložiska ropy, zemního plynu a bitumenu, která jsou doložena již v 1. století.
V roce 1864 byl položen základní kámen moderního města. Kahraman Paša Vrioni a Omer Paša Vrioni přivedli do Fieru francouzské urbanisty a architekty, kteří pro tehdejší osmanské město připravili projekt s předem připravenou uliční sítí, který byl později i zrealizován. V závěru 19. století byl přes řeku Gjanica postaven kamenný most. Cestovatelka Edith Durhamová si poznamenala v roce 1904 během návštěvy města přítomnost na svoji dobu relativně moderních staveb. 

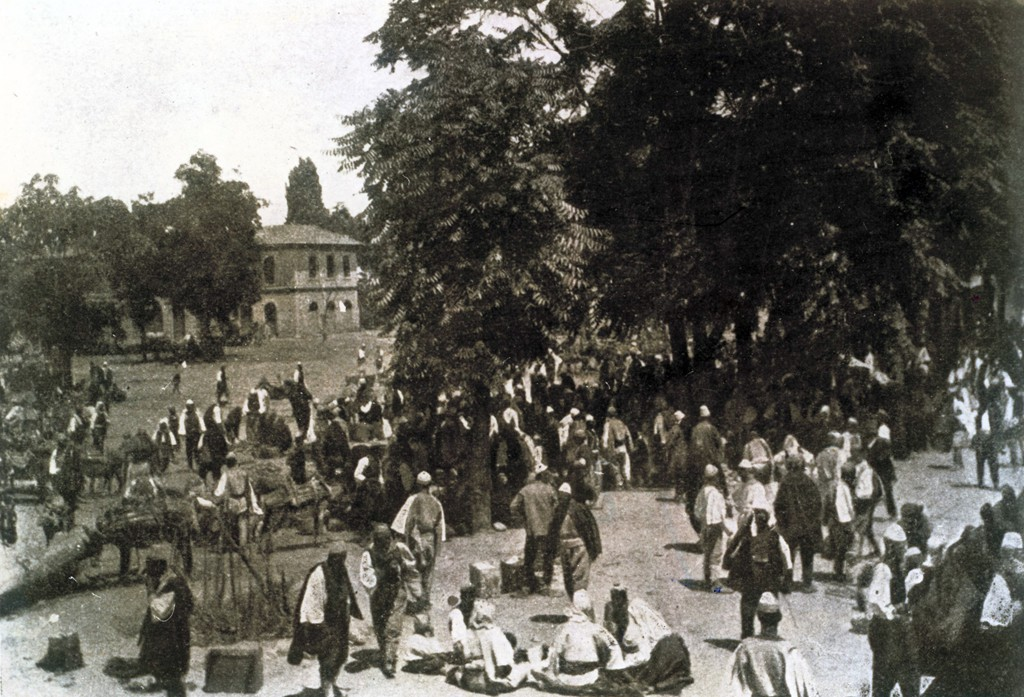
Fier v letech 1913 a 1914.

V roce 1904 mělo město čtyři části a řadu kamenných domů. Během rakousko-uherské okupace Albánie v dobách první světové války zde byl proveden první archeologický průzkum lokality Appolonia.
Přes Fier přešla v roce 1916 srbská armáda. V roce 1927 zde žilo 1450 obyvatel, zhruba polovina z nich se hlásila tehdy k islámu. Zastoupeno bylo také obyvatelstvo ortodoxního vyznání, které mluvilo arumunským jazykem. V této době zde prováděla britská ropná společnost geologický průzkum, který spočíval v hledání ložisek ropy. 
V roce 1930 zde došlo v souvislosti s pozemkovou reformou k značné nespokojenosti místních rolníků, kteří protestovali proti vyvlastňování svých polí vládou. Pozemky proto dělili a převáděli mezi členy svých početných rodin, čímž státu zcela znemožnili zjistit, komu dříve pole patřila.
V roce 1930 žilo ve Fieru dle údajů z dobového sčítání lidu pouhých 1450 obyvatel.
V roce 1935 vypuklo ve Fieru povstání nedlouho poté, co se rozšířila fáma, že v Tiraně došlo k údajnému převratu a zasedla nová, revoluční vláda. Narychlo ozbrojený dav vyrazil směrem k městu Lushnjë, kde se však střetl s legitimní armádou a byl snadno poražen.
V roce 1938 žilo ve Fieru 21 tisíc obyvatel.
Po druhé světové válce padlo rozhodnutí o rozvoji průmyslu ve Fieru a jeho okolí. Jednalo se především o průmysl zpracování ropy, ale také na ně navazující energetika a výroba hnojiv. Po Tiraně a Drači byl Fier jedním z hlavních ekonomických center tehdejší Albánie. Do nových závodů se nastěhovala řada dělníků, díky čemuž se začal rychle zvyšovat počet obyvatel Fieru. V roce 1965 dosáhl dvaceti tisíc a v 80. letech třicet pět tisíc. Od roku 1957 je město napojeno na albánskou železniční síť, a to prostřednictvím trati do Rrogozhinë. Pro potřeby stále rostoucího počtu obyvatel byl střed města zcela přestavěn. Původní nízké domy nahradily unifikované několikapatrové bloky, které jsou typické v řadě albánských měst. V samotném středu města nezůstaly starší nebo významnější památky. V roce 1989 mělo město kolem 45 000 obyvatel.
Změny se dotkly také i blízkého okolí města. Modernizována byla průmyslová výroba. Odvodnění roviny Myzeqe snížilo množství močálů.
V současné době je Fier průmyslovým městem; je zde zpracována především ropa, vyráběny chemické látky a paliva. Zastaralý průmysl, budovaný v dobách socialistické Albánie, je v současné době zdrojem značného znečištění oblasti. Hlavní průmyslový závod se nachází jižně od města.
Po roce 1991 a změně společenských poměrů v Albánii došlo k poklesu významu průmyslu a do popředí se v oblasti zaměstnanosti dostal obchod a služby. Znovu bylo povoleno náboženství a ve Fieru vznikly v 90. letech nové náboženské budovy; jak kostel, tak i mešity (hlavní současná dostavěná roku 2005). Vzniklo nové obchodní centrum ve středu města. V této době také došlo vlivem vnitřní migrace a zrychlené urbanizace k rapidnímu nárůstu počtu obyvatel Fieru, který s předměstími podle některých odhadů[zdroj?] se pohybuje okolo sta tisíc.

## Ekonomika
Rovinatá krajina severně a západně od Fieru je intenzivně využívána, tvoří ji široké lány, kterými procházejí různé zavlažovací kanály. V okolí se z hlediska zemědělství pěstují především olivy a vyrábí olivový olej.
Město je považováno za jedno z center ropného a chemického průmyslu v Albánii. Na jižním okraji města dříve existovala tepelná elektrárna a dále i továrna na chemická hnojiva.
Do Fieru má být zaveden Transjadranský plynovod.

## Doprava
Fier je napojen na albánskou železniční síť. Pro ní představuje jeden z dopravních uzlů; z Fieru vedou tratě do Rrogozhinë, do Vlory a do Ballshe.
Od roku 2020 jej také severním a západním směrem obchází dálnice A2 směřující z Tirany do Vlory. Městskou dopravu ve Fieru zajišťují především autobusy.

## Turistika a kulturní památky

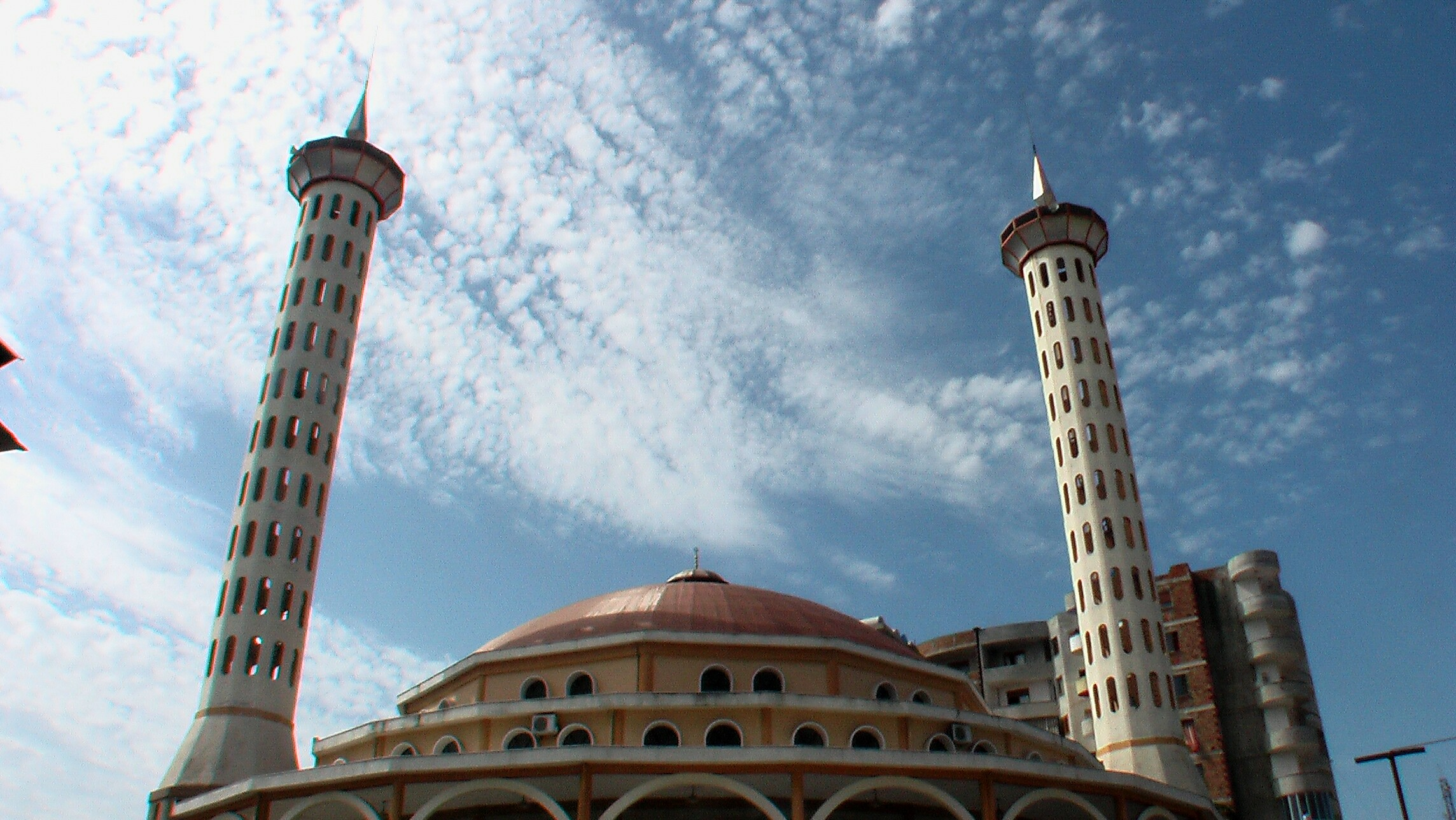
Minarety místní mešity.

V samotném středu města se nachází ortodoxní kostel zasvěcený sv. Jiří (albánsky Kisha Ortodokse Shën Gjergji). Poblíž Centrálního parku (albánsky Parku qendor) se nachází hlavní městská mešita.
Turistický průmysl se soustředí především na kulturní památky v okolí města Fieru. Ať se už jedná o samotnou lokalitu Apollonia s řadou pozůstatků Římské říše, klášter Ardenica, hrad Bashtova nebo přírodní památky na pobřeží Jaderského moře, žádný z navštěvovaných objektů se nenachází v samotném Fieru.

## Sport
Mezi oblíbené sporty patří fotbal a basketbal. Hlavní fotbalový tým ve Fieru nese název FK Apolonia a hraje v albánské první lize. Další fotbalový tým KF Çlirimi hraje v albánské druhé lize. Fotbalový stadion prvního uvedeného týmu nese název podle Loniho Papuçiu. Místní basketbalový manšaft se jmenuje BC Apolonia a hraje v národní basketbalové soutěži. 

## Zdravotnictví
V roce 2021 byla ve Fieru dokončena nemocnice, financovaná za pomoci daru turecké vlády.

## Známé osobnosti
- Ermal Meta – albánský zpěvák
- Jani Minga – učitel
- Liri Gero – komunistický aktivista
- Qemal Bey Vrioni – politik
- Besa Kokëdhima – zpěvačka
- Eleni Foureira – zpěvačka a tanečnice
- Jakov Xoxa – albánský spisovatel
- Helena Kadare – albánská spisovatelka
- Hasna Xhukiçi – Miss Universe Albania 2009
- Odise Roshi – fotbalista
- Keidi Bare – fotbalista
- Rovena Stefa – zpěvačka
- Redi Kaçanolli (* 2004), fotbalista